# Hrabstwo Polk (Tennessee)
Hrabstwo Polk (ang. Polk County) – hrabstwo w stanie Tennessee w Stanach Zjednoczonych. Obszar całkowity hrabstwa obejmuje powierzchnię 442,35 mil² (1145,68 km²). Według szacunków United States Census Bureau w roku 2009 miało 15 648 mieszkańców.
Hrabstwo powstało w 1839 roku.

## Miasta
- Benton
- Copperhill
- Ducktown[4]

| Populacja hrabstwa w poprzednich latach | Populacja hrabstwa w poprzednich latach |
| Rok                                     | Liczba ludności                         |
| --------------------------------------- | --------------------------------------- |
| 1980                                    | 13 525                                  |
| 1990                                    | 13 643                                  |
| 2000                                    | 16 050                                  |
| 2005                                    | 15 944                                  |